# Кампанерис, Берт
Дагоберто «Берт» Кампанерис Бланко (исп. Dagoberto Campaneris Blanco, 9 марта 1942, Пуэбло-Нуэво) — кубинский бейсболист, шортстоп. Выступал в Главной лиге бейсбола с 1964 по 1983 год, большую часть карьеры провёл в составе «Атлетикс». Трижды подряд в составе команды становился победителем Мировой серии. Шесть раз приглашался для участия в Матче всех звёзд МЛБ.

## Биография

### Ранние годы и начало карьеры
Берт Кампанерис родился 9 марта 1942 года в Пуэбло-Нуэво. Он был одним из восьми детей в семье. В возрасте одиннадцати лет он начал играть в Кубинской детской бейсбольной лиге, позднее выходил на поле в составе полупрофессиональной команды. В свободное от игр время Берт тоже часто приходил на стадион, помогая сотрудникам ухаживать за газоном. В 1961 году, на соревнованиях в Коста-Рике, игра Кампанериса привлекла внимание скаута «Канзас-Сити Атлетикс» Феликса Дельгадо, по настоянию которого клуб подписал с Бертом контракт. Он стал одним из последних игроков, переехавших в США до разрыва дипломатических отношений с Кубой, после революции.
В сезоне 1962 года Берт играл за «Дейтона-Бич Айлендерс» и «Бингемтон Триплетс». В играх Восточной лиги он пробовал играть на всех позициях, одинаково хорошо действуя обеими руками. Следующий год Кампанерис провёл в составах «Льюистон Бронкс» и «Триплетс», пропустив по ходу чемпионата два месяца из-за травмы руки. К началу 1964 года его перевели в состав клуба АА-лиги «Бирмингем Бэронс». Там он окончательно перешёл на место шортстопа и по итогам сезона вошёл в сборную звёзд Южной лиги.

### Главная лига бейсбола
22 июля 1964 года Кампанерис впервые был вызван в основной состав «Атлетикс», заменив травмированного Уэйна Коси. Он дебютировал в гостевом матче с «Миннесотой» и в первом же выходе на биту выбил хоум-ран. В седьмом иннинге Берт выбил ещё один хоум-ран, а затем добавил к ним сингл и украденную базу. Он стал вторым игроком в истории Главной лиги бейсбола, отбившим два хоум-рана в первой игре, повторив достижение игрока «Сент-Луис Браунс» Боба Нимана. Берт завершил сезон с показателем отбивания 25,7 %, украв десять баз в шестидесяти семи играх. Выпускающая бейсбольные карточки компания Topps включила его в символическую сборную новичков. Зимой Кампанерис играл в составе «Кагуас Криольос» в Зимней лиге Пуэрто-Рико.
В сезоне 1965 года Кампанерис стал лидером Американской лиги по числу украденных баз. Вторым по этому показателю стал двоюродный брат Берта Хосе Карденаль, игравший за «Энджелс». 8 сентября в домашнем матче с Энджелс Кампанерис сыграл на девяти различных позициях. Он начал матч на месте шортстопа, затем поочерёдно сыграл на второй и третьей базах, трёх позициях в аутфилде и на первой базе. В восьмом иннинге Берт играл питчером, пропустив один ран, а в девятом занял место кэтчера. В концовке игры он получил травму плеча, столкнувшись с Эдом Киркпатриком. Зимой, вместо отдыха, Кампанерис уехал в Венесуэлу, где играл в зимней лиге за «Леонес дель Каракас».
Тандем Кампанериса и второго базового Дика Грина в сезоне 1966 года стал одной из лучших оборонительных связок в лиге. Берт сделал двести пятьдесят девять аутов в защите, став лидером чемпионата. Он также стал лучшим по числу украденных баз, реализовав пятьдесят две попытки. Лидерство по этому показателю он сохранил и в 1967 году, последнем для команды в Канзас-Сити.
В 1968 году «Атлетикс» переехали в Окленд. На новом стадионе показатель отбивания Кампанериса вырос с 24,8 % до 27,6 %. В четвёртый раз подряд он стал лучшим по числу украденных баз. Зиму Берт снова провёл в Венесуэле, играя за «Карденалес де Лара». В сезоне 1969 года он украл базу шестьдесят два раза, но уступил первенство по этому показателю Томми Харперу из «Сиэтл Пайлотс». Часть чемпионата он пропустил из-за травмы пальца руки. 
В сезоне 1970 года Кампанерис установил личные рекорды по числу выбитых хоум-ранов (22) и RBI (64). По ходу чемпионата Берт женился на уроженке Канзас-Сити Норме Фэй. В следующем году Окленд одержал победу в Американской лиге, с большим преимущество опередив «Роялс». Сам Берт играл нестабильно, отбивая с показателем 25,1 % с пятью хоум-ранами.

### Чемпионства

#### 1972
Чемпионат 1972 года стал одним из лучших в карьере Кампанериса. Он украл базу пятьдесят два раза и снова стал лучшим в лиге, опередив Дэйва Нельсона из «Техас Рейнджерс». В последней игре чемпионата Берт украл вторую и третью базы, лишив Нолана Райана двадцатой победы в сезоне. Летом Кампанерис получил приглашение на Матч всех звёзд, став в голосовании вторым после Луиса Апарисио. Незадолго до игры Апарисио сломал палец, но главный тренер сборной Американской лиги Эрл Уивер из «Ориолс» сначала предпочёл пригласить Тоби Харра, а затем Бобби Грича. Кампанерис был разочарован. В следующей очной встрече с «Балтимором» он украл три базы, а затем набрал ран после ошибки питчера Джима Палмера. Проходя мимо скамейки запасных соперника, Берт швырнул свою бейсболку в Уивера.
«Атлетикс» завершили сезон с девяносто тремя победами при шестидесяти двух поражениях. В играх Чемпионской серии Американской лиги их соперниками стали «Детройт Тайгерс». Во втором матче серии питчер Тайгерс Леррин Лагроу попал мячом в ногу Кампанерису. Тот в ответ бросил в соперника биту. Судьи с трудом разняли дерущихся, после чего оба игрока были удалены с поля. Позднее, решением президента Американской лиги Джо Кронина, Берт был дисквалифицирован на оставшиеся игры серии и оштрафован на 500 долларов. Вопрос о его возможном участии в играх Мировой серии был оставлен на усмотрение комиссара лиги Боуи Куна. В итоге он смог принять участие в финале, но получил дисквалификацию на семь матчей сезона 1973 года.  
Перед началом Мировой серии «Окленд» считался аутсайдером, потеряв из-за травмы Реджи Джексона. Тем не менее, Атлетикс сумели одержать победу в семи матчах. Берт в этих играх отбивал с показателем 17,9 %, но на первом месте для обеих команд была игра в защите.

#### 1973
Перед началом сезона 1973 года Берт стал первым игроком команды, получившим предложение нового двухлетнего контракта. По условиям договора его зарплата составила 65 тысяч долларов за сезон. Его дисквалификацию сократили до пяти игр и он вернулся на поле в гостевом матче с «Детройтом». Болельщики освистали Кампанериса, а по ходу матча он получил травму плеча в столкновении с кэтчером «Тайгерс» Биллом Фрихеном. После возвращения на поле Берт отбивал с показателем 25,0 %, украл тридцать четыре базы и был выбран в стартовый состав на Матч всех звёзд.
«Окленд» занял первое место в Западном дивизионе, одержав девяносто четыре победы. Соперником команды в Чемпионской серии Американской лиги стали «Ориолс». Перед началом серии питчер «Балтимора» Джим Палмер назвал Кампанериса ключевым игроком в составе «Атлетикс». Победу в пяти матчах одержал Окленд. Во второй игре Берт выбил хоум-ран, украл две базы и сделал два рана. В третьей игре он выбил уок-офф-хоум-ран в одиннадцатом иннинге. В Мировой серии «Атлетикс» встретились с «Нью-Йорк Метс» и одержали победу в семи матчах. Берт отбивал в них с показателем 29,0 %, украл три базы и выбил хоум-ран в седьмом иннинге решающего матча.

#### 1974
В 1974 году «Атлетикс» в третий раз подряд вышли в Мировую серию. Победа над «Лос-Анджелес Доджерс» была одержана в пяти матчах. По ходу регулярного чемпионата Берт отбивал с показателем 29,0 %, в финальных играх он вырос до 35,3 %. Кампанерис также снова был приглашён для участия в Матче всех звёзд.

### Последние годы в Окленде
Перед началом сезона 1975 года Берт получил существенное повышение зарплаты. Вместе с командой он снова стал победителем Западного дивизиона, но в Чемпионской серии «Атлетикс» проиграли «Бостону». Следующий год сложился для команды трудно. Ряд ведущих игроков ушли из «Окленда» в статусе свободных агентов, не сумев договориться о контрактах с владельцем клуба Чарли Финли. Несмотря на потери, «Атлетикс» заняли второе место после «Роялс». Кампанерис в играх чемпионата отбивал с показателем 25,6 % и украл пятьдесят четыре базы. 24 мая в игре с «Твинс» он установил клубный рекорд, украв базу пять раз.

### Техас Рейнджерс
Перед началом сезона 1977 года Кампанерис подписал пятилетний контракт с «Техас Рейнджерс» на сумму 750 тысяч долларов. Генеральный менеджер команды Дэн О'Брайен, комментируя сделку, сказал, что Берт добавит команде скорости и надёжности в защите. Он провёл хороший сезон, отбивая с показателем 25,4 % и украв двадцать сем баз. «Рейнджерс» выиграли девяносто четыре матча и поднялись с пятого места в таблице на второе. 
Несмотря на уверенность в своих силах, которую Берт высказывал в каждом интервью, чемпионат 1978 года он провёл не лучшим образом. Он принял участие только в девяносто восьми играх команды, отбивая с показателем 18,6 %. Кампанерис был недоволен этим. Перед стартом сезона 1979 года место стартового шортстопа команды занял новичок Нельсон Норман. В мае клуб обменял Берта в «Энджелс».

### Лос-Анджелес Энджелс
До конца чемпионата 1979 года он сыграл за клуб в восьмидесяти пяти играх, деля игровое время с Джимом Андерсоном и Фредди Патеком. На хорошем уровне Берт выступал в 1980 году, в сентябре главный тренер клуба Джим Фрегоси назвал Кампанериса лучшим игроком команды. В конце сезона в основной состав «Энджелс» пришёл новичок Дики Тон и Берт стал для него наставником.
В 1981 году Кампанерис принял участие в пятидесяти пяти играх, в большей части которых он выходил на замену на третью базу когда требовалась эффективность в защите. После завершения сезона Берт получил статус свободного агента. 

### Завершение карьеры
Весной 1982 года неудачно Кампанерис пытался пробиться в состав Ориолс. Оставшись без контракта в МЛБ, он уехал в Мексику, где играл в составах «Рохос дель Агила де Веракрус» и «Петролерос де Поса-Рика». В Мексиканской бейсбольной лиге он провёл сто четыре матча, отбивая с показателем 27,7 %. 
24 февраля 1983 года Берт, которому было уже сорок лет, получил приглашение на весенние тренировки от «Нью-Йорк Янкис». В конце сборов его перевели в ААА-лигу в «Коламбус Клипперс». В основной состав клуба Кампанерис был вызван в мае, после травмы Уилли Рэндольфа. В первой игре после возвращения он выбил четыре хита, украл базу и принял участие в четырёх розыгрышах дабл-плей. Всего он сыграл в шестидесяти матчах чемпионата, отбивая с лучшим в карьере показателем 32,2 %. После завершения сезона Берт завершил игровую карьеру.

### После завершения карьеры
После ухода из Янкис, Кампанерис работал тренером раннеров в системе «Энджелс». Одним из его воспитанников был скоростной аутфилдер Гэри Петтис. Позднее Берт работал в «Хьюстон Астрос» и «Сан-Франциско Джайентс». 
По состоянию на 2014 год Берт жил в Скотсдейле в Аризоне. Он регулярно принимал участие в играх ветеранов, а также благотворительных турниров по гольфу, организуемых Ассоциацией ветеранов Главной лиги бейсбола.